# Pholidobolus montium
Espèce
Synonymes
- Ecpleopus montium Peters, 1863

Pholidobolus montium est une espèce de sauriens de la famille des Gymnophthalmidae.

## Répartition
Cette espèce se rencontre en Colombie et en Équateur.

## Publication originale
- Peters, 1863 "1862" : Über Cercosaura und die mit dieser Gattung verwandten Eidechsen aus Südamerika. Abhandlungen der Königlichen Akademie der Wissenschaften zu Berlin, vol. 1862, p. 165-225 (texte intégral).